# Џозеф Адисон
Џозеф Адисон (енгл. Joseph Addison; Милстон, 1. мај 1672 — Лондон, 17. јун 1719) је био енглески класицистички прозни писац, политичар и теоретичар енглеских пејзажних вртова.

## Биографија
Адисон је рођен у Милстону, а отац му је био парох што му је омогућило да се школује у Лондону. Ту упознаје још једног будућег познатог писца енглеског класицизма, Ричарда Стила. Касније је студирао у Оксфорду, где са доста успеха изучава класичне језике - грчки и латински. Добија државну стипендију за путовање по Европи, као врсту припреме за дипломатску службу. То путовање, које је трајало три године, инспирише га да по повратку (1704) напише дужу песму Ратовање. Песма је написана у херојском дистиху и слави победу Војводе од Молбороа код Бленхајма. Она му је донела и популарност и прихваћеност међу виговцима, па добија доживотну државну службу.
Био је цењен због своје учености, дружио се са познатим писцима чије је окупљалиште било „Кит Кет Клуб“.

## Књижевни рад
Поред есејистике, коју је писао заједно са Стилом, писао је и класицистичку трагедију. Најпознатија трагедија му је Катон. Тему је преузео из староримске историје и говори о одбрани последњег републиканца Катона од Цезара и о његовом самоубиству.

## Писања о вртовима
Адисон објављује у Спектатору од 25. јуна 1712, есеј који документовано објашњава разлике између отворене, дивље природе (предела) и уметности (врта) и њихов утицај на начин размишљања. Иако у природи види више величанствености и узвишености него што уметност икад може да постигне, ипак каже да су "дела природе дража, ако се приближавају уметничким делима", односно да главна заслуга уметничких дела произлази из њихове сличности са природом. Адисон је у својој тези потпуно на страни природе у комбинацији са уметношћу, али је у стању да их споји, тако да ову комбинацију користи као основ за своју кампању против британског формалног врта, који, уместо да помогне природи чини све да је потпуно протера. Жали се да: 
| „ | стабла личе на кегле, кугле, или пирамиде: траг маказа налази се на сваком жбуну и на свакој биљци. | ” |

Адисон је путовао много по Континенту. Италијански вртови су често потпуно занемаривани у то време, па их је јужна бујна вегетација због тога тако преплавила да су заморене очи крутим формализмом уређених северних вртова овде могле само да се радују. Штавише, Енглеска никада није видела пуно од радова француске уметности и холандске присебности, а стварна ограничења била су итекако од користи. Адисон пореди британске формалне вртове са италијанским и француским и налази у њима нешто вредније. Приче путника сведоче да се Кинези смеју насадима Европљана, у којима је садња у редовима, јер, кажу, свако може да постави дрвеће истог изгледа у једнаке редове. Они радије бирају да открију генијалност у стаблима и природи, и зато увек прикривају своју уметност.
Даље он износи: 
| „ | Не знам да ли сам усамљен у свом мишљењу, али ја бих радије гледао дрво у његовом обиљу и раширености грана и гранчица, него орезано и сечено у геометријске облике, и не могу да замислим да воћњак у цвету не изгледа бескрајно заносније него сви лавиринти најпрефињенијих партера. | ” |

Адисон је добро знао да неће дуго бити усамљен у свом мишљењу, мада је можда најранији који се усудио да се побуни против јавног мњења својим писањима.